# Station Hall Green
Hall Green is een spoorwegstation van National Rail in Hall Green, Birmingham in Engeland. Het station is eigendom van Network Rail en wordt beheerd door West Midland Trains. Het station is geopend in 1908.